# Jahanestajsmania
Jahanestajsmania (Johannesteijsmannia H.E.Moore) – rodzaj roślin z rodziny arekowatych, czyli palm (Arecaceae). Obejmuje cztery gatunki. Trzy z nich są endemitami niewielkich obszarów na Półwyspie Malajskim. Najbardziej rozległy zasięg ma jahanestajsmania wysokolistna J. altifrons, aczkolwiek ma bardzo rozproszone stanowiska w jego obrębie – rośnie na Półwyspie Malajskim, na Sumatrze i w zachodniej części Borneo. Rośliny te rosną w podszycie lasów deszczowych i na nadmorskich klifach w miejscach wilgotnych. Nie znoszą odsłaniania i nie utrzymują się po wycięciu drzew, stąd zagrożone są wylesieniami i z powodu zakładania plantacji olejowca gwinejskiego.
Rośliny te, zwłaszcza jahanestajsmania wysokolistna, są bardzo poszukiwanymi i cenionymi roślinami ozdobnymi, sadzonymi przed hotelami, często w pojemnikach, poza tym w ekskluzywnych terenach zieleni w miastach malajskich. Liście tych palm używane są także do krycia dachów.
Nazwa rodzaju upamiętnia holenderskiego botanika Johannesa Teijsmanna (1808–1882), dyrektora ogrodu botanicznego w Bogor na Jawie.

## Morfologia
PokrójPalmy wyrastające pojedynczo, o krótkiej i tęgiej, prosto wzniesionej, czasem podziemnej i płożącej kłodzinie, podnoszącej się tylko w części szczytowej.
LiścieLiście okazałe, osiągające kilka metrów długości, wachlarzowatopierzaste, o rombowatym kształcie blaszki. Wyrasta ich zwykle 20–30. Ogonek liściowy o otwartej, pochwiastej nasadzie, często rozpadającej się na liczne włókna, jest ząbkowany wzdłuż krawędzi. Blaszka jest pojedyncza, wachlarzowato, gęsto, podłużnie poskładana, wzdłuż dolnego brzegu kolczasto ząbkowana, górny brzeg liścia jest karbowany. Hastuli brak.
KwiatyZebrane w kwiatostany silnie rozgałęzione (do odgałęzień 5. rzędu), choć krótkie i często ukryte wśród postrzępionych nasad liści. Na osiach kwiatostanu rozwija się kilka podsadek. Obupłciowe kwiaty są drobne, wyrastają pojedynczo lub skupione po kilka (do czterech). Okwiat z listkami w dwóch okółkach. Trzy zewnętrzne listki tworzą uciętą rurkę, nieregularnie rozdzielającą się lub trójdzielną. Trzy wewnętrzne listki tworzą u nasady rurkę, w górze trzy łatki. Pręcików jest 6, ich nitki są u nasad zrośnięte są w rurkę lub pierścień. Zalążnia trójkrotna zwieńczona jest cienką szyjką słupka.
OwoceDuże, jednonasienne (rzadko dwu- i trójnasienne) pestkowce, kuliste, z wierzchu korkowate, brązowe i brodawkowate. Bielmo wewnątrz jest jednorodne.

## Systematyka
Rodzaj w obrębie arekowatych Arecaceae klasyfikowany jest do podplemienia Livistoninae Saakov (1954) z plemienia Corypheae Mart (1837) i podrodziny Coryphoideae Griff. (1844).
Specjacja w obrębie rodzaju nastąpiła stosunkowo niedawno, najprawdopodobniej w ciągu minionych czterech milionów lat. J. altifrons jest gatunkiem siostrzanym dla J. perakensis, ta para jest siostrzana z kolei dla J. lanceolata, a bazalnym gatunkiem, tj. siostrzanym dla trzech pozostałych, jest J. magnifica.
Wykaz gatunków
- Johannesteijsmannia altifrons (Rchb.f. & Zoll.) H.E.Moore – jahanestajsmania wysokolistna[5]
- Johannesteijsmannia lanceolata J.Dransf.
- Johannesteijsmannia magnifica J.Dransf.
- Johannesteijsmannia perakensis J.Dransf.